# Bo Rather
Bo Rather (Sandusky, 7 de outubro de 1950) é um ex-jogador profissional de futebol americano estadunidense.

## Carreira
Bo Rather foi campeão da temporada de 1973 da National Football League jogando pelo Miami Dolphins.